# Курси
Ку̀рси (на италиански: Cursi, на грико и на местен диалект Curze, Курце) е малко градче и община в Южна Италия, провинция Лече, регион Пулия. Разположено е на 90 m надморска височина. Населението на общината е 4271 души (към 2011 г.).
 В това градче е живеело гръцко общество, което е говорило на особен гръцки диалект, наречен грико.